# سيونى رباعية
سيونى رباعية (الاسم العلمي:Cyanophora tetracyanea) هي نوع من الطحالب الزرقاء يتبع جنس السيونى من فصيلة السيونات.